# بوبر نوک‌باریک
بوبر نوک‌باریک (نام علمی: Stelgidillas gracilirostris) نام یک گونه از تیره خرمابلبلان است.